# Abbaye Notre-Dame de Bellefontaine
Pour les articles homonymes, voir Abbaye Notre-Dame et Bellefontaine.
L'abbaye Notre-Dame de Bellefontaine est une abbaye française en activité fondée en 1120 sur la commune actuelle de Bégrolles-en-Mauges dans le département de Maine-et-Loire, en France. Sa communauté est composée de moines trappistes.

## Histoire

### Avant l'abbaye cistercienne
Il semble que des ermitages existent déjà préalablement à l'abbaye elle-même ; on les date autour de 1010.

### La fondation
L'abbaye est fondée vers 1120 ; à cette date un document atteste l'existence d'une charte passée entre Pétronille de Chemillé, première abbesse de l'Abbaye de Fontevraud, et Pierre, premier abbé de Bellefontaine.

### Au Moyen Âge
L'abbaye est notamment connue pour la visite qu'y fait en 1305 Mgr Bertrand de Got, alors archevêque de Bordeaux, qui y apprend qu'il est élu pape (sous le nom de Clément V). En souvenir de ce jour, le nouveau pape offre une statue de la Vierge qui se trouve encore dans l’église en 2013, adossée au pilier droit du chœur.

### À l'époque de la commende
Comme de nombreuses autres abbayes à l'époque, celle de Bellefontaine est placée sous le régime de la commende à partir de la fin du XVe siècle. Ce régime permet (initialement) à un clerc non régulier ou même — et de plus en plus souvent au fur et à mesure de l'aggravation de cet usage — à un laïc de prendre le contrôle financier d'une abbaye, sans s'impliquer dans la vie proprement monastique. Ce régime aboutit à une déshérence très nette des ordres religieux qui y sont soumis, tant du point de vue spirituel que matériel.

### Le temps des réformes

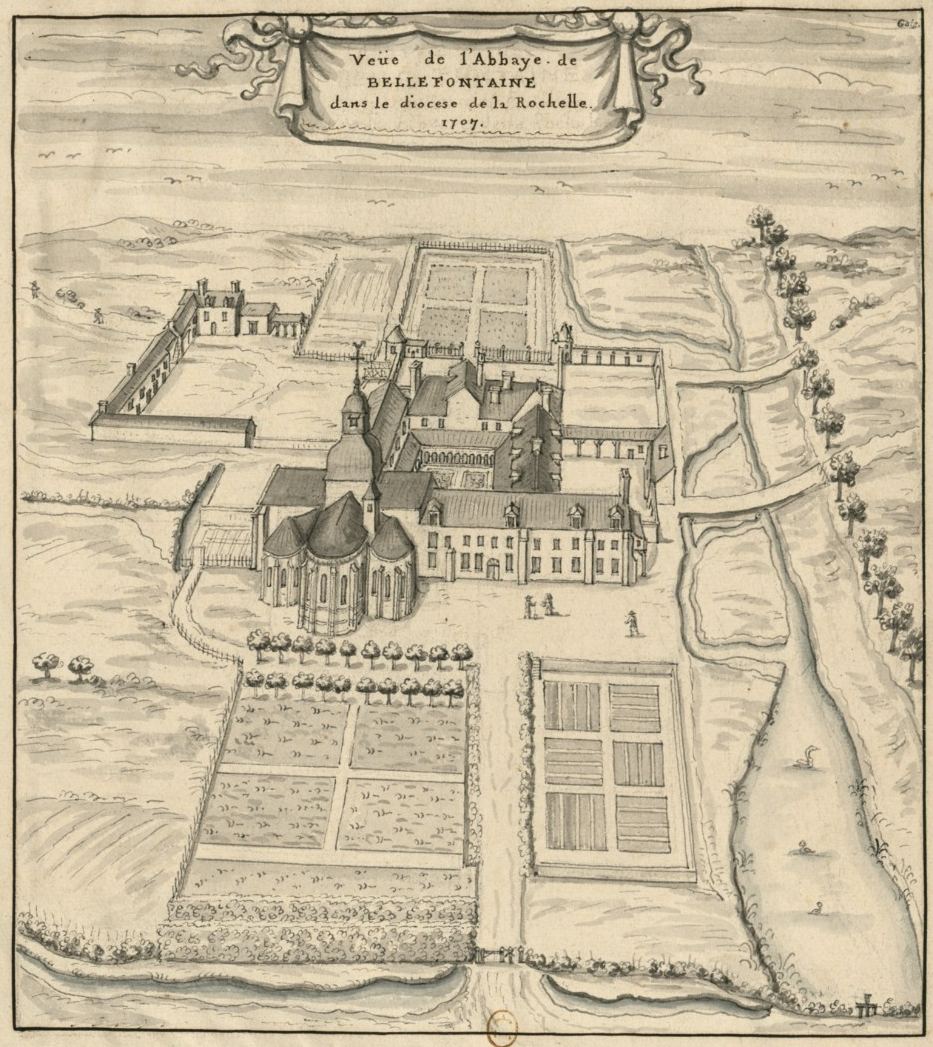
Vue de l'abbaye de Bellefontaine dans le diocèse de la Rochelle (1707).

En 1637, face à l'aggravation du déclin de l'abbaye, le nouvel abbé commendataire, Michel Sublet, tente de remplacer la règle cistercienne en vigueur par celle de la congrégation de Saint-Maur (bénédictins) ; c'est un échec et les mauristes sont remplacés au bout de cinq ans par les feuillants, eux aussi cisterciens, qui restent quant à eux durant plus d'un siècle et demi.

### La Révolution
Pourtant, cette réforme n'empêche pas le monastère de péricliter : il ne reste que quatre moines feuillants en 1790. Ils sont chassés, la bibliothèque brûlée, le mobilier vendu, l'abbaye transformée en prison. Bellefontaine est un des hauts lieux des combats de la guerre de Vendée.

### La reprise de la vie monastique
En 1816, le père Urbain Guillet rachète l'abbaye et s'y installe avec quelques moines trappistes. Dès 1817, ils sont une quinzaine. La communauté prospère, au point de fonder un monastère aux États-Unis en 1880, puis d'autres sur les cinq continents au XXe siècle. 
Depuis 1966, la communauté édite des textes de spiritualité qui sont comme un pont entre le monachisme d'Orient et d'Occident, d'hier et d'aujourd'hui.
Au début du XXIe siècle, la communauté de Bellefontaine compte environ 14 membres qui vivent principalement d'activités agricoles, en particulier un verger de pommes et kiwis, vendus sur place,. Une hôtellerie permet à une quarantaine de retraitants de passer un ou plusieurs jours à l'abbaye dans le silence et la prière, bénéficiant également des offices liturgiques (Laudes : 7 h, Vêpres : 18 h).

## Liste des abbés

### Abbés
- 1115-1149 : Pierre Ier
- 1150-1168 : Gérard Ier
- 1168-1170 : Chrétien
- 1170-1173 : Bruno
- 1173-1187 : Jean Ier
- 1187-1200 : Gérard II
- 1200-1223 : Jean II
- 1223-12?? : Pierre II
- 12??-1345 : Pierre III
- 1345-1403 : Pierre IV
- 1403-1429 : Thibaud
- 1429-14?? : Louis Ier
- 14??-1488 : Robert Ier
- 1488-1525 : Robert II de L’Espinose
- 1525-1539 : Pierre V Lambert
- 1539-1552 : Guillaume Ier Menier
- 1552-1558 : Guillaume II Goupilleau
- 1558-1564 : Vacance
- 1565-1595 : Charles Ier de Bourbon, prince de La Roche-sur-Yon
- 1595-1598 : Nicolas de Thou
- 1598-1602 : Jacques-Auguste de Thou
- 1602-1609 : René Maquenon
- 1610-1642 : Simon de La Lucière
- 1642-1649 : Michel Ier Sublet d’Heudicourt
- 1649-1680 : Henri de Bruc de Montplaisir
- 1680-1704 : Jean-François de Bruc de Montplaisir (probablement neveu du précédent, fils de son frère René ?)
- 1704-1709 : Charles II Marcien de Druy
- 1709-1710 : François Ier Le Roy de Chavigny
- 1710-1720 : Louis II de Balzac d’Entragues
- 1721-1735 : François II Mareschal
- 1735-1736 : Vacance
- 1737-1754 : Guillaume III Geoffroy-Jean-Pierre de Blanes de Millas
- 1754-1789 : Pierre VI Léonard de Luage

### Supérieurs
- 1816-1817 : Urbain Guillet
- 1817-1828 : Michel II Le Port  (1)

### Abbés
- 1828-1830 : Michel II Le Port  (2)
- 1830-1845 : Fulgence Guillaume  (1)
- 1845-1850 : Augustin de La Forest-Divonne
- 1850-1866 : Fulgence Guillaume  (2)
- 1866-1930 : Jean-Marie Chouteau
- 1930-1936 : Jean-Baptiste Auger
- 1936-1952 : Gabriel Sortais
- 1952-1987 : Emmanuel Coutant
- 1987-2004 : Étienne Baudry
- 2004-     : Jean-Marc Chéné